# Сива биљежница
„Сива биљежница” је југословенски ТВ филм из 1961. године. Режирао га је Даниел Марушић који је, по делу Роже Мартен ди Гара, написао и сценарио. .

## Улоге
| Глумац           | Улога |
| ---------------- | ----- |
| Ета Бортолаци    |       |
| Златко Црнковић  |       |
| Јурица Дијаковић |       |
| Сима Јанићијевић |       |
| Божена Краљева   |       |
| Јосип Петричић   |       |